# Sukalangu
Sukalangu is een bestuurslaag in het regentschap Pandeglang van de provincie Banten, Indonesië. Sukalangu telt 2907 inwoners (volkstelling 2010).